# Ledovec A-68

Největší fragment kry A-68a (červenec 2020)

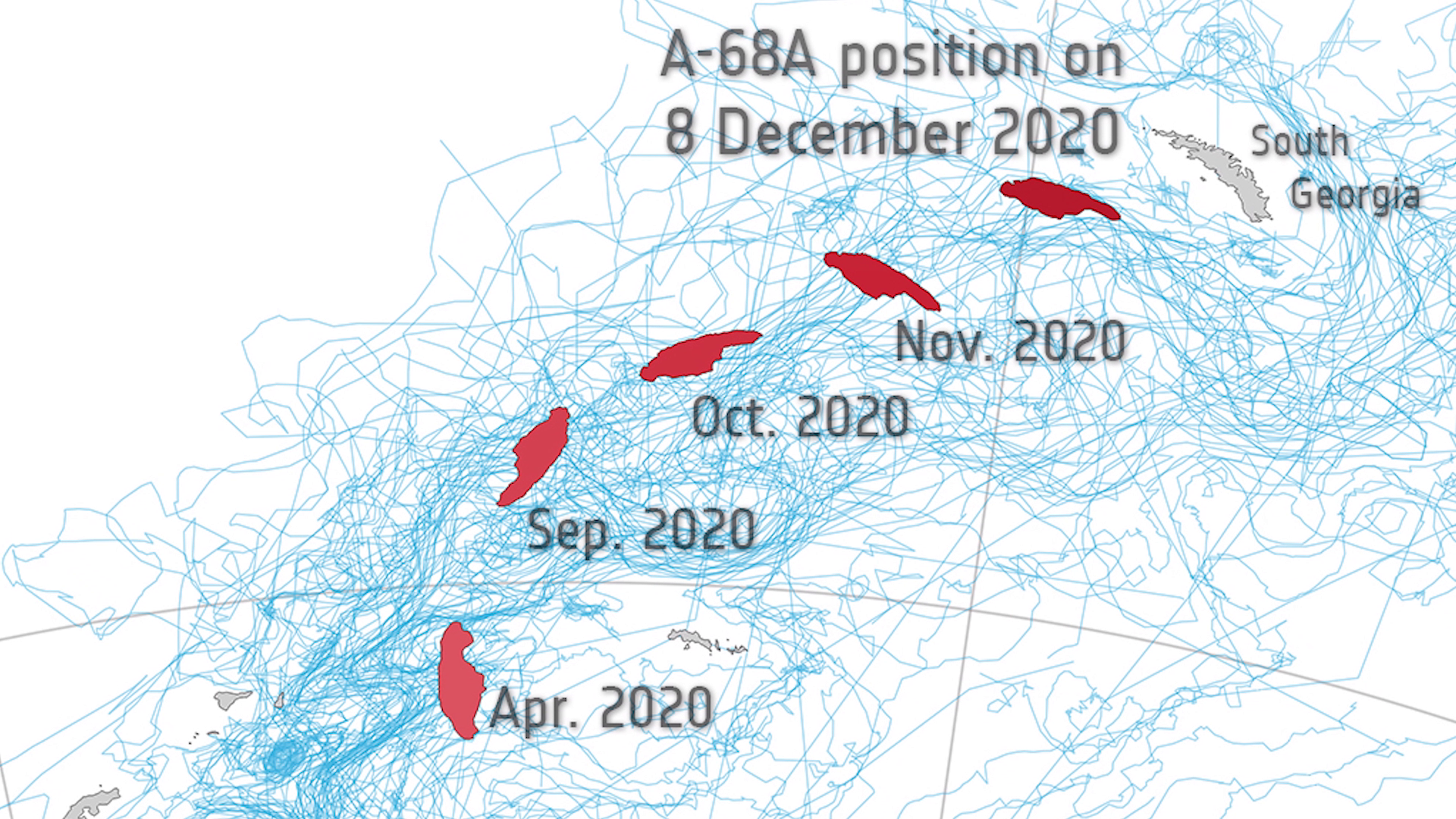
Cesta A68 k Jižní Georgii

Ledovec A-68 byla gigantická ledová kra plující Atlantským oceánem. V prosinci 2020 se jednalo o největší kru světa: měla rozlohu asi 3 800 km²; byla přibližně 150 km dlouhá a 50 km široká.

## Historie

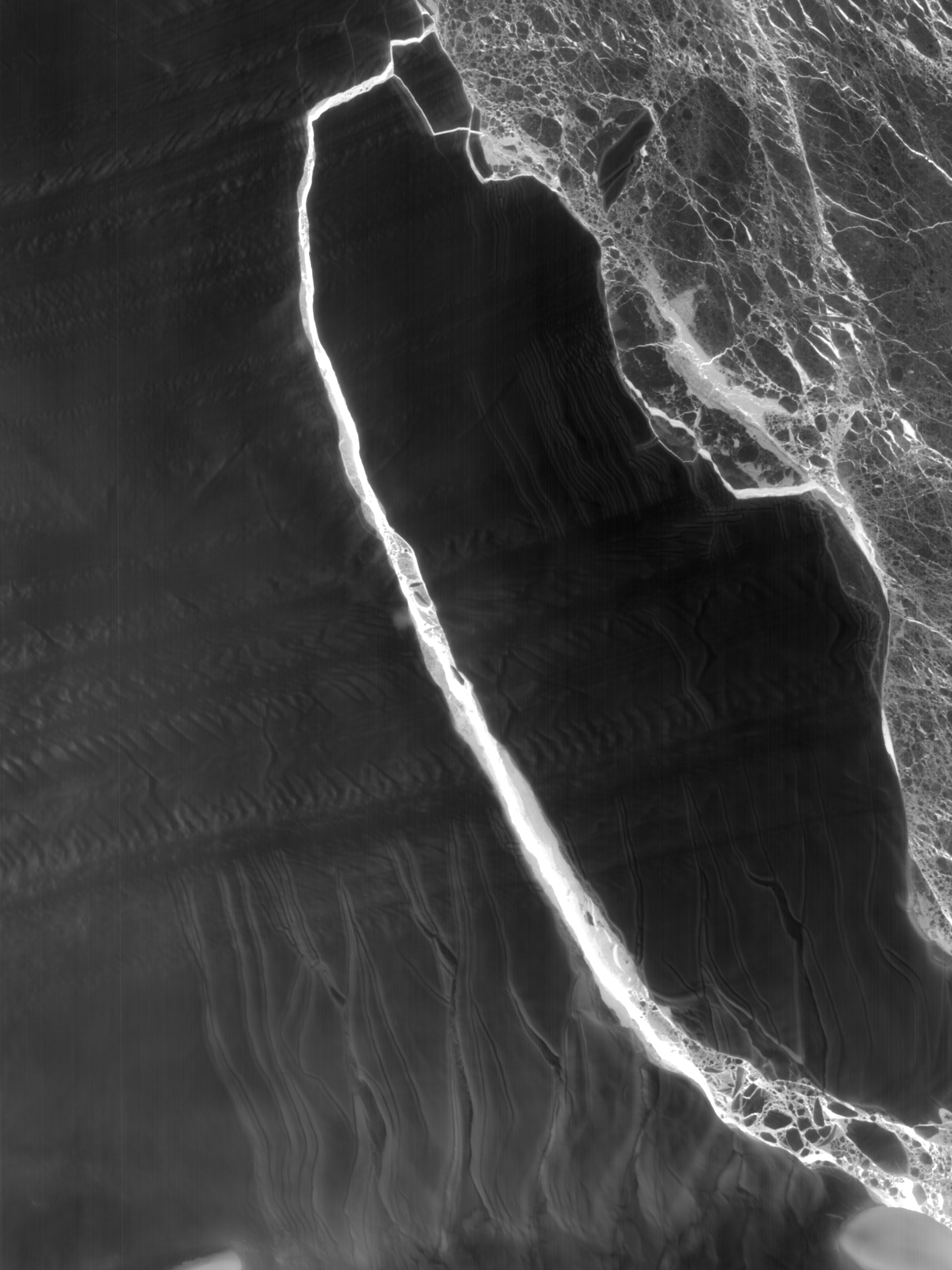
Ledovec A-68 (červenec 2017)

Kra A-68 se odtrhla v červenci 2017 z antarktického šelfového ledovce Larsen-C ve Weddellově moři; v této době měla rozlohu necelých 6 000 kilometrů čtverečních a jednalo se o šestou největší zaznamenanou kru historie. V létě 2018 se nečekaně začala hýbat a točit proti směru hodinových ručiček a později byla stržena Západním příhonem, největším mořským proudem planety. Od největší části A-68a se pak postupně odlomily dvě zaznamenané menší části (A-68b a A-68c) a koncem roku 2020 se odlomila i špička ledovce (A-68d).
Na konci roku 2020 se A-68a přiblížila k ostrovu Jižní Georgie v jižní části Atlantského oceánu, což vyvolalo obavy z ohrožení tamních kolonií tučňáků a tuleňů. Ledovec mohl v případě nárazu na pobřeží zablokovat trasy, po kterých se zvířata vydávají za potravou, případně rozdrtit živočichy žijící u (v těchto místech mělkého) mořského dna. Tání kry v takovém případě mohlo trvat až deset let, což by navíc bylo spojeno s ohrožením fytoplanktonu tající sladkou vodou. Tyto obavy se nicméně nepotvrdily a největší část A68a se později rozlomila nejméně na dva kusy. Do konce roku 2020 urazil více než 1400 kilometrů.
Na začátek roku 2021 je naplánována několikaměsíční vědecká mise „Obří ledovec“, která má zkoumat účinky tající sladké vody na okolní prostředí. Dva podvodní robotické kluzáky budou odebírat vzorky a analyzovat teplotu, slanost, celkovou čistotu a koncentraci chlorofylu ve vodě. V roce 2021 se postupně začal rozpadávat. Nejdříve ji vyšší teploty a vlny rozdělily na velké kusy a ty se následně rozdělily na menší. V půlce dubna byly již příliš malé na to, aby je bylo možné dále sledovat.